# تاريخ تركمانستان
يعود تاريخ تركمانستان إلى عصور غابرة في القدم، حيث يرجع أول استيطان للإنسان فيها إلى العصر الحجري القديم، والبقايا الأثرية المكتشفة في المنطقة خير دليل على ذلك. ومنذ ذلك الوقت، مر على تركمانستان العديد من الدول والإمبراطوريات: الفارسية، المقدونية، الساسانية، الخوارزمية، الأموية، السلجوقية، المغولية، التيمورية، الروسية، والاتحاد السوفيتي.

## تركمانستان ما قبل التاريخ
تدل الأثريات و الحفريات التي عثر عليها، أن ما يسمى اليوم بتركمانستان قد كان مستوطنا منذ حوالي 3000000 سنة. يعتقد العلماء أن بحر قزوين, الذي كان أكبر بكثير مما هو الآن، بدأ بالجفاف و التقلص، و هذا أدى إلى نشوء صحراء قره قوم. في ذلك الوقت، و خصوصا خلال العصر الحجري الحديث, كانت الزراعة حاضرة في جنوب تركمانستان, بينما الصيد وتربية الماشية تطورا في الشمال. يعتقد أن أولى المستوطنات في تركمانستان تعود إلى حوالي 7000-5000 سنة ق.م.

## التاريخ القديم

الإمبراطورية الأخمينية في أقصى اتساعها

في القرن 6 ق.م., استولى على ما يعرف حاليا بتركمنستان، أسرة ملكية فارسية عرفت بالأخمينيين، في عهد قوروش (590ق.م.-529ق.م.)

استولى المقدونيون بقيادة الإسكندر الأكبر على جنوب تركمانستان حاليا خلال القرن 4 ق.م., لكن هذا الاستعمار لم يدم طويلا، حيث سقط سنة 247 ق.م. على يد الدولة الفرثية. و نظرا لموقع تركمانستان على طريق الحرير العظيم، فقد اهتم الفرس كثيرا بجانبيها الاقتصادي و التجاري، و كذا ببناء المدن. في عهد الملك ميتريدات الأول، تم سك أول قطعة نقدية فرثية من الفضة. في هذا الوقت، حصل تطور كبير في عدة مجالات، ففي الزراعة مثلا، كانت تزرع القمح والشعير والذرة والأرز والقطن والفواكه المختلفة، و في مجال الفن، عثر على أشياء عاجية على شكل قرن، تماثيل من الرخام وتماثيل فضية لآلهة يونانية قديمة خلال الحفريات في نسا القديمة. حتى الثقافة الفرثية كانت مزيجا من الثقافتين الإغريقية و الفارسية. لكن من أهم سمات العصر البارثيين استخدام البرنامج النصي الآرامي. الدولة الفرثية التي استمرت لمدة 470 عاما، انهارت سنة 224.

كانت ثقافة أخرى ازدهرت في تركمانستان في منطقة خوارزم. فترة الإمبراطورية الخوارزمية يتوافق أكثر أو أقل مع نفس فترة الدولة البارثية.

## فترة ما قبل الإسلام
بعد انتهاء فترة الدولة الباراثية في منتصف القرن 3م, تبدأ فترة احتلال قصيرة من طرف الساسانيين. خلال القرن 5م, وقعت تركمانستان تحت سيادة بعض الترك. هذا يمثل بداية الهيمنة التركية في تركمانستان.

## الفتح الإسلامي لتركمانستان
دخل الإسلام تركمانستان لأول مرة في عهد عمر بن الخطاب، وفي عهد الإمام علي بعث لها الأحنف بن قيس، فوجد أهلها دخلوا الإسلام وانتشرت بينهم فيما بعد الطرق الصوفية.
وصل العرب إلى تركمانستان في منتصف القرن السابع. احتلوا تركمانستان الغربية وإقليم خوارزم، وبعد عدة معارك، تم فتح تركمانستان بأكملها. الحكم العربي في تركمانستان تفكك وحل محله التاخيريون والسامانيين والغزنافيون الذين ظهروا في القرن العاشر ووضعوا نهاية لحكم السامانيين وبدأت الحقبة الخاصة بهم. حركة أوغوز-التركمان في القرنين 11-12 أدت إلى تشكيل الإمبراطورية الكبيرة، والتي تمتد من آسيا الوسطى إلى سوريا وفلسطين وتحكمها سلالة السلاجقة.

## أهم الأحداث في تاريخ تركمانستان
- القرن 6 ق.م.: منطقة ما هو الآن تركمانستان تشكل جزءا من الإمبراطورية الفارسية في عهد كورش الكبير.
- القرن 4 ق.م.: الإسكندر الأكبر المقدوني يستعمر آسيا الوسطى.
- القرن 7 م: العرب فتحوا آسيا الوسطى و تحول السكان إلى الإسلام.
- القرن 10-13 م: القبائل البدوية الأغوزية السلجوقية - أسلاف تركمان الوقت الحاضر - والمغول يهاجرون من شمال الشرق. جنكيز خان يستولي على المنطقة
- القرن 15-17 م: الجزء الجنوبي من تركمانستان الحديثة يأتي تحت الحكم الفارسي، في حين تهيمن على الجزء الشمالي ولايات الحكم الأوزبكي: خوارزم وبخارى.
- 1881: إدراج منطقة تركمانستان حاليا في تركستان الروسية بعد معركة غيوك تيبي
- 1916: التركمانيون ينضمون إلى سكان آسيا الوسطى الآخرين في معارضة المرسوم الروسي الذي يجندهم للقيام بمهام غير قتالية.
- 1921: تركمانستان تشكل جزءا من الجمهورية الاشتراكية السوفيتية ذاتية الحكم تركستان.
- 1948: موت أكثر من 100000 شخص بزلزال ضرب عشق آباد.
- 1990: البرلمان التركماني يعلن سيادته وينتخب صفرمراد نيازوف رئيسا له.
- 1991: صفرمراد نيازوف يدعم محاولة انقلاب ضد الزعيم السوفيتي ميخائيل غورباتشوف، ولكن يعلن الاستقلال قبل انهيار الاتحاد السوفيتي. تركمانستان تنضم إلى رابطة الدول المستقلة.
- 1999: البرلمان يصوت الرئيس صفرمراد نيازوف رئيس مدى الحياة. إلغاء عقوبة الإعدام.
- ديسمبر 2006: أعلنت وفاة الرئيس نيازوف من قصور في القلب
- 2007: إعلان فوز غربانغلي بردي محمدوف بالانتخابات الرئاسية
- 2015: انحطاط قيمة العملة التركمانية بنسبة 19% مقارنة بالدولار الأمريكي -أول انحطاط من نوعه منذ 7 سنين تقريبا- وسط تراجع في أسعار الطاقة و ضعف الروبل الروسي.[4]